# Municipio de Cimarron (condado de Meade)
El municipio de Cimarron (en inglés: Cimarron Township) es un municipio ubicado en el condado de Meade en el estado estadounidense de Kansas. En el año 2010 tenía una población de 75 habitantes y una densidad poblacional de 0,25 personas por km².

## Geografía
El municipio de Cimarron se encuentra ubicado en las coordenadas 37°5′28″N 100°31′38″O / 37.09111, -100.52722. Según la Oficina del Censo de los Estados Unidos, el municipio tiene una superficie total de 304.63 km², de la cual 302,83 km² corresponden a tierra firme y (0,59 %) 1,8 km² es agua.

## Demografía
Según el censo de 2010, había 75 personas residiendo en el municipio de Cimarron. La densidad de población era de 0,25 hab./km². De los 75 habitantes, el municipio de Cimarron estaba compuesto por el 100 % blancos. Del total de la población el 4 % eran hispanos o latinos de cualquier raza.